# Pavillons du Futuroscope
Pour un article plus général, voir Futuroscope.

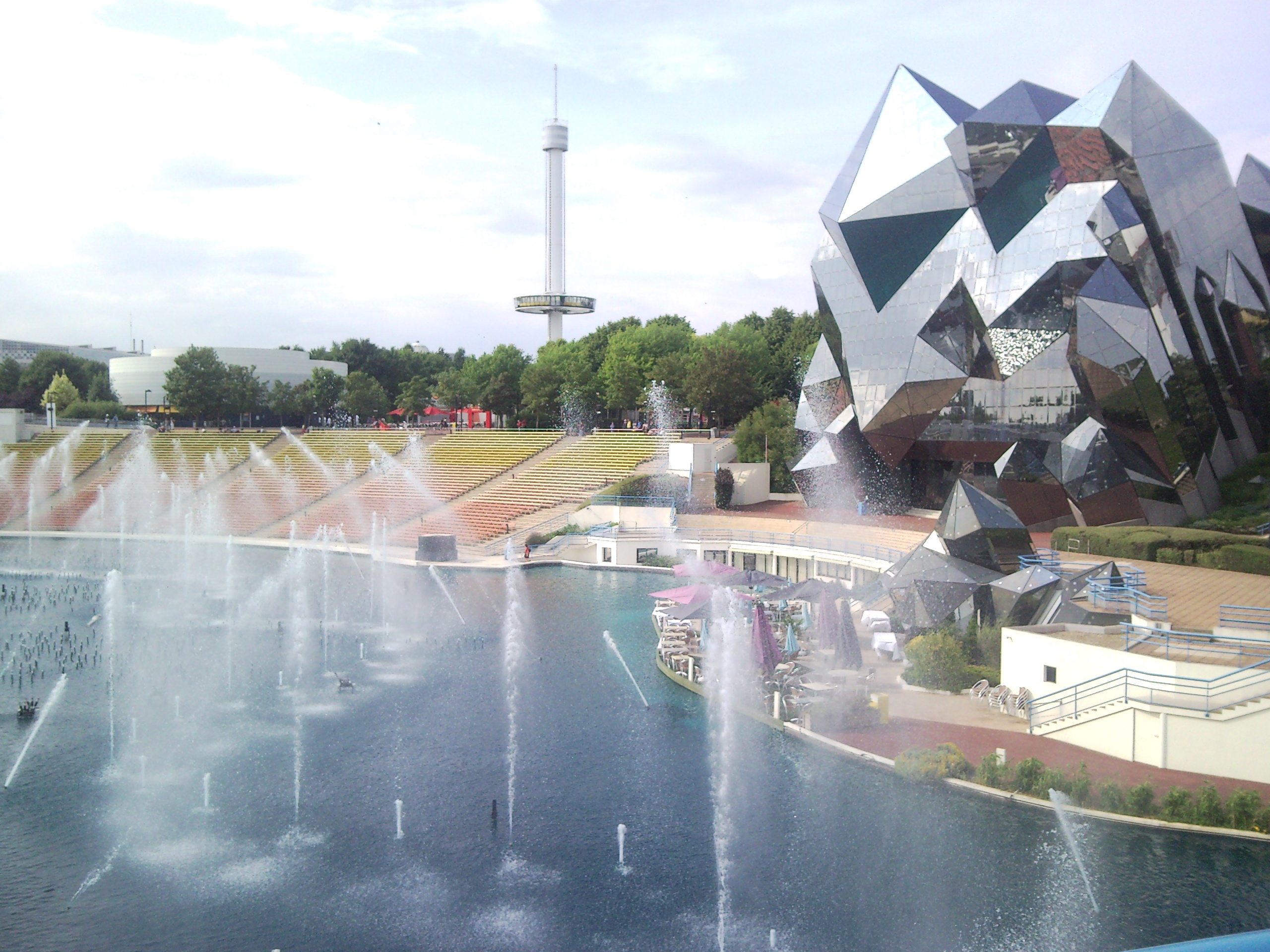
La Gyrotour et le Kinémax.

Le parc du Futuroscope, ouvert le 31 mai 1987 dans les communes de Jaunay-Clan et Chasseneuil-du-Poitou, comporte une vingtaine d'attractions, présentées dans des pavillons aux formes à la fois futuristes et intemporelles, utilisant des formes géométriques élémentaires (sphère, triangle, cube, cylindre…) ou plus complexes évoquant le monde minéral (goutte d'eau, cristal…), et défiant parfois les principes de l'architecture comme l'horizontalité et la verticalité.
Les pavillons du Futuroscope et de nombreux bâtiments de la technopole du Futuroscope toute proche sont nés de l'imagination de l'architecte français Denis Laming qui se qualifie comme initiateur du mouvement néo-futuriste. Dès les années 2010, d'autres architectes interviennent sur les réhabilitations de pavillons existants et nouvelles constructions du parc et du futur resort.
Les bâtiments sont composés principalement de matériaux contemporains tels que le métal, le verre réfléchissant, le béton architectonique, l'aluminium composite…
S'adressant à des humains, les pavillons ont des dimensions volontairement assez modestes : les plus hauts édifices ne culminent qu'à une trentaine de mètres de hauteur, la surface moyenne de chaque pavillon se situant entre 1 000 à 1 500 m2.
Depuis le début des années 2000, les noms des pavillons (décrits ci-après) sont toujours utilisés en interne, mais ont pour la plupart disparu des indications à destination des visiteurs (plans et signalétique, brochures, site internet…) au profit du nom des attractions ou des films qu'ils contiennent.

## Chronologie
Ci-dessous, une frise chronologique présente les différentes attractions et les changements de nom suivant les années.
En bleu : cinéma, en violet : exposition, en rouge : spectacle, en vert : attraction d'image, en jaune : attraction à sensations.

## Pavillons

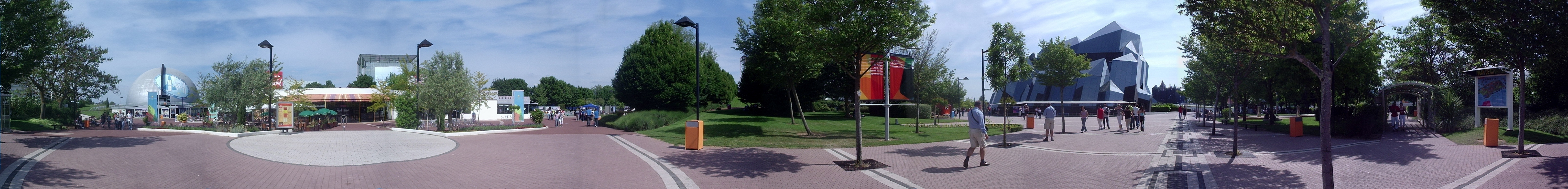
Vue depuis la place du Kinémax. De gauche à droite : le Solido, l'Imax 3D dynamique, le pavillon du Futuroscope (derrière les arbres du milieu), le Kinémax, et le Tapis Magique.

Vue depuis la passerelle du Monde des Enfants. De gauche à droite : Mission Éclabousse !, La machine à voyager dans le temps, le Tapis Magique, Chocs Cosmiques, le Cinéma Dynamique 2, L'Imax 3D, Imagic, Le 360 °, La Gyrotour, Le pavillon de l'Imaginaire, le Kinémax, l'Aérobar, le pavillon du Futuroscope, l'Omnimax.

Voici une liste des principaux pavillons du parc, comprenant leur photographie et leur description architecturale, puis technologique de l'attraction qu'ils contiennent.
À chaque pavillon sont indiqués certains de ces pictogrammes :
- symbolise la durée de l'attraction,
- signifie qu'un film est diffusé dans ce pavillon,
- annonce des conditions particulières d'accès qui requièrent notamment un bon état de santé (attractions dynamiques notamment).

### Pavillon duFuturoscope

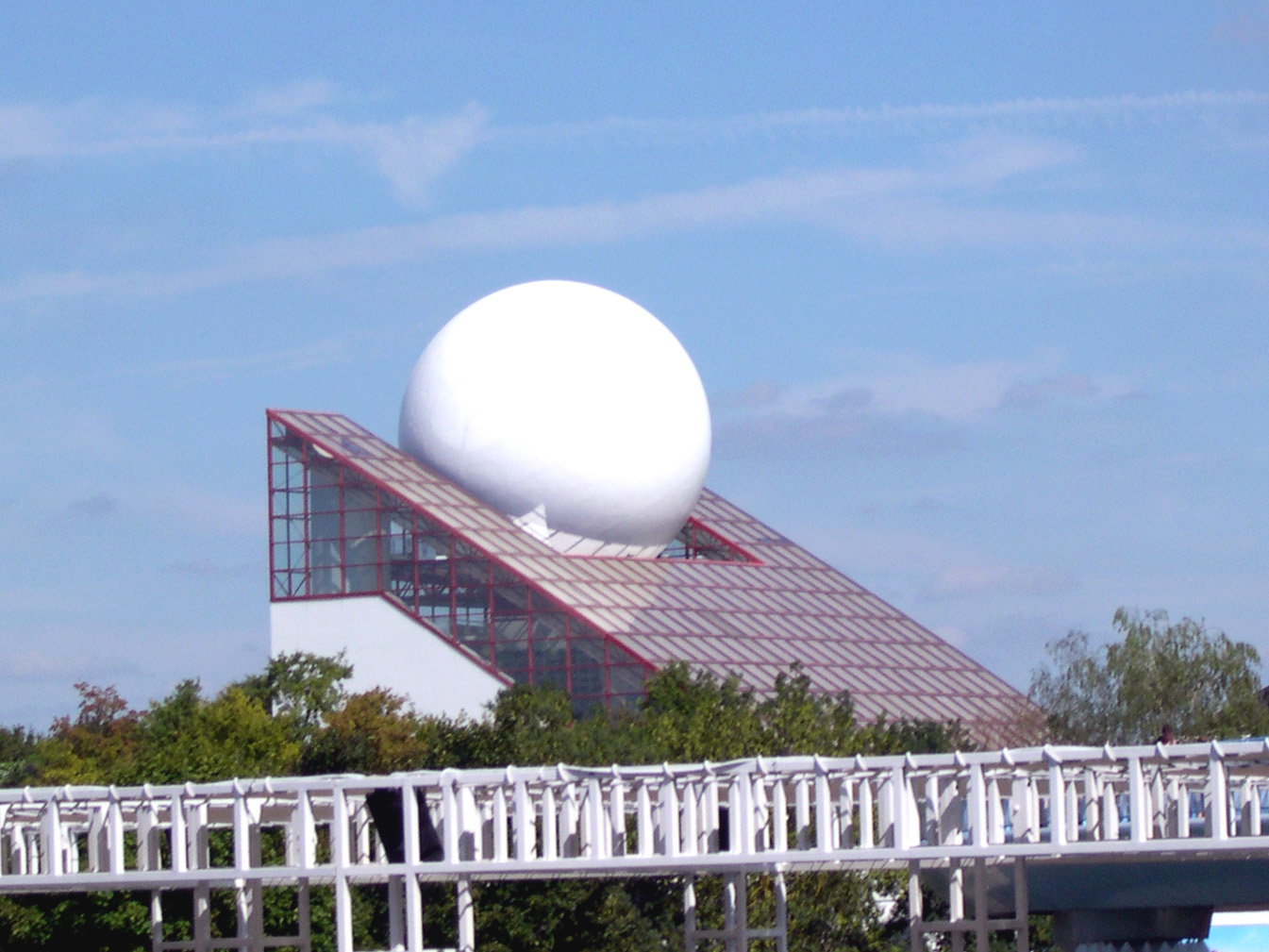
Le pavillon du Futuroscope et sa boule d'origine (ici en 2006).

Le pavillon du Futuroscope, symbole du parc, est le tout premier pavillon, dont la construction a débuté le 11 décembre 1984 par la pose de sa première pierre par René Monory, président du Conseil Général de la Vienne et père du projet. Au tout début du projet, en 1983, seul ce bâtiment était envisagé. Il devait présenter au public les réalisations du département en matière d'informatique et de NTIC. Ce bâtiment en projet fut nommé Observatoire du Futur, puis Futuroscope, avant même la décision de créer un espace plus vaste, le parc du Futur en 1985. Puis, par extension, le nom Futuroscope a qualifié le parc en ensemble dès son ouverture en 1987. Le bâtiment « Futuroscope » a donc été renommé, plus ou moins subtilement « pavillon du Futuroscope ».

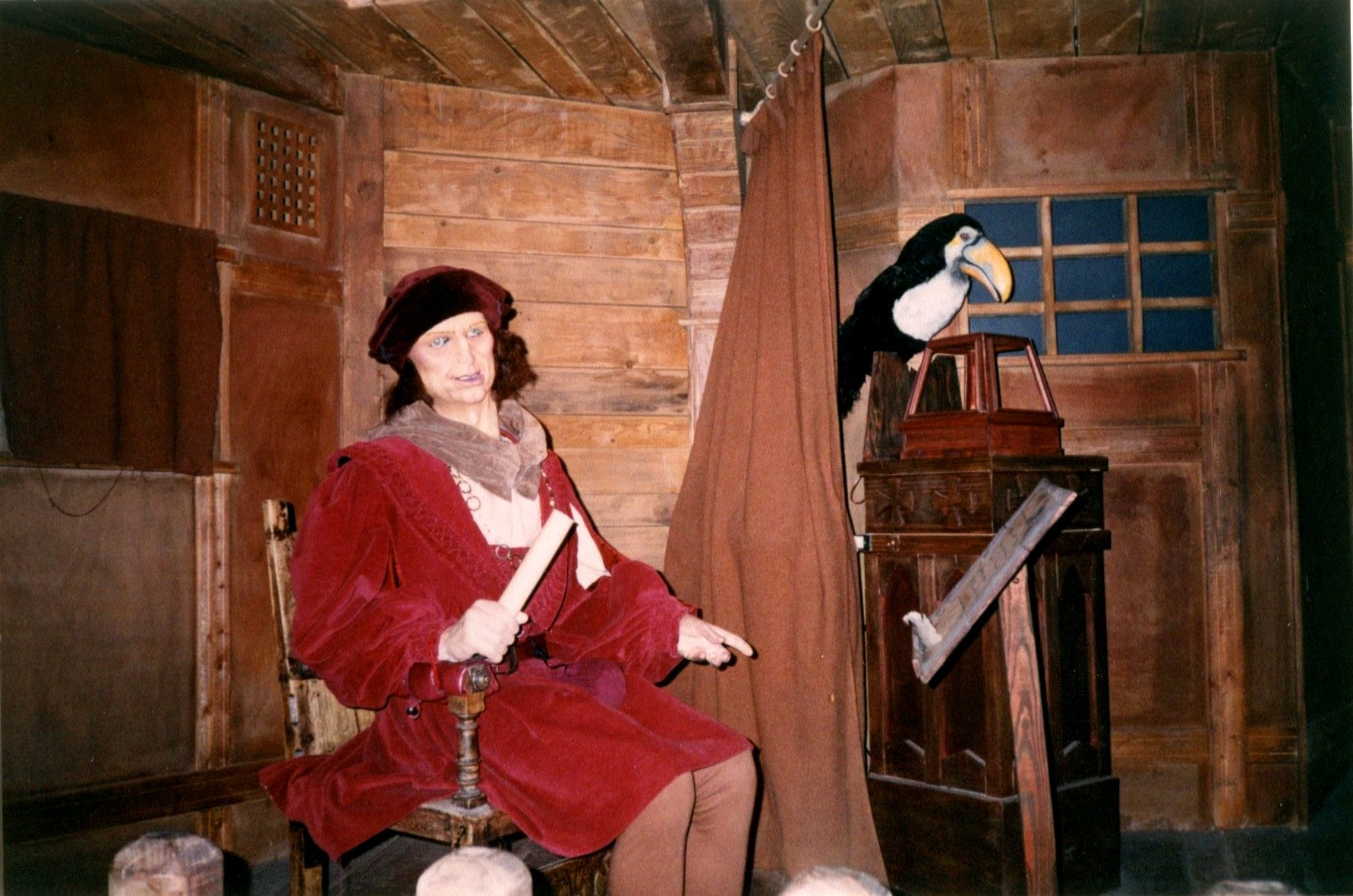
Christophe Colomb et la découverte des infinis, Christophe Colomb dans la Santa María.

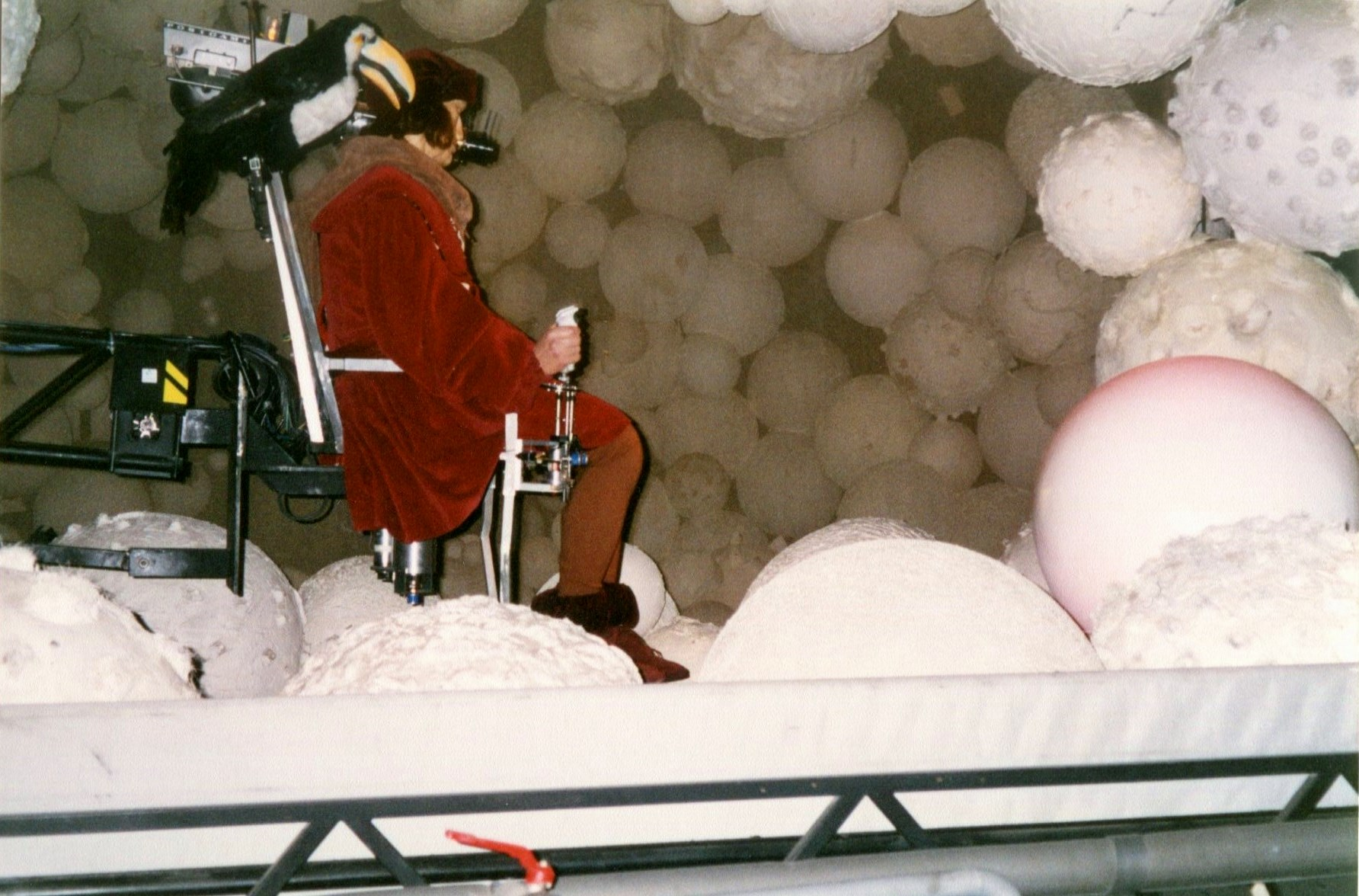
Christophe Colomb et la découverte des infinis, animatronique de Christophe Colomb.

Inauguré à l'ouverture du parc le 31 mai 1987 par René Monory, il a la forme d'un prisme de verre triangulaire, calculé selon les proportions du nombre d'or, sur lequel est juchée une sphère blanche en polyester armé de 17,20 mètres de diamètre, assemblée en quartiers d'orange. Sur cette dernière, le logo du Futuroscope est projeté dès la tombée de la nuit. Les 1 200 m2 de verrière culminent à 27 mètres au-dessus de la colline. À l'intérieur du pavillon, une tour intérieur de section carrée, l’autel de la technologie, supporte la sphère. Dans les premières années d'existence du pavillon, cette tour comportait un ascenseur intégré à une mini-attraction, Christophe Colomb et la découverte des infinis. Cet ascenseur permettait aux visiteurs d'accéder en guise de final à l'intérieur de la sphère, où était projeté un ciel étoilé. L'attraction est le seul exemplaire de Lévitoscope du constructeur Intamin.
En mai 2006, la sphère est entièrement repeinte de deux couches de peinture et d'une couche extérieure plastifiante, soit une masse totale d'environ 800 kilogrammes de produits. 
Début 2011, la verrière du pavillon se couvre de 900 m2 de cellules photovoltaïques. En octobre 2012, la sphère est entièrement déconstruite après un diagnostic révélant une importante corrosion de sa structure métallique. L'architecte originel Denis Laming conçoit une nouvelle sphère de dimension identique mais plus légère. Cette structure en dôme géodésique en acier inoxydable et sa coque « en dentelle » (181 triangles ajourés en polyester) sont assemblés au sol au pied du pavillon ; cette nouvelle sphère est posée sur le pavillon le 18 novembre 2014. Une scénographie visuelle (mapping vidéo, scintillement, brumisation) est créée à cette occasion par l'Atelier Frédéric Casanova Scénographie.
Cet édifice, celui que l'on repère le mieux depuis la route, représente un lever de soleil sur des horizons toujours changeants, l'appentis de verre indiquant que l'Homme doit faire des mutations pour avancer toujours plus loin vers l'avenir.
À la différence des autres pavillons du parc, comprenant pour la plupart des salles obscures précédées de files d'attentes, le pavillon du Futuroscope est aménagé comme un espace en accès libre, ouvert sur l'extérieur et à la lumière du soleil, à la fois lieu de passage, d'animation ou de détente. Les visiteurs peuvent y accéder par trois entrées : sur les côtés latéraux, à droite comme à gauche, ou bien en bas, sous la pente, avant de monter un grand escalier dans l'axe de l'édifice menant débouchant sur le grand espace principal.
De 2003 à 2009, le thème dominant des animations de la Cité du Numérique était le jeu vidéo et la robotique, dont le jeu vidéo en équipe Kegopolis Warriors, et un petit spectacle en réalité augmentée. L'ensemble du pavillon est réaménagé en 2010, et la plupart des installations ludiques ont été remplacées par le Jardin des Arts, un ensemble d'installations à la fois artistiques et technologiques, évoquant la nature. Une nouvelle petite salle de spectacle présente chaque jour un spectacle de robots pour enfants et une démonstration de cuisine moléculaire. De l'ancienne version de la Cité du Numérique subsistent l'Espace Gamers (plusieurs dizaines de jeux sur PlayStation 3 en accès libre) et une boutique.
Le niveau inférieur du pavillon possède plusieurs espaces réservés aux groupes scolaires, avec l'Espace Enseignants, l'atelier pédagogique Ma Planète en évolutionS et une projection de C'est pas sorcier sur les procédés cinématographiques grand format (réalisé sur le parc en 2004) ; ainsi qu'un jeu laser nommé 60 secondes chrono depuis 2011.
En 2012, une scène est ajoutée dans le hall en prévision de représentations du Peuple du Futur.
À partir de février 2015, La Cité laisse sa place à un nouvel espace de jeux sportifs techno-ludiques indoor nommé L'Arena fun Xperiences.
Attraction actuelle : L'Arena Fun Xperiences  Accès libre.

### Kinémax

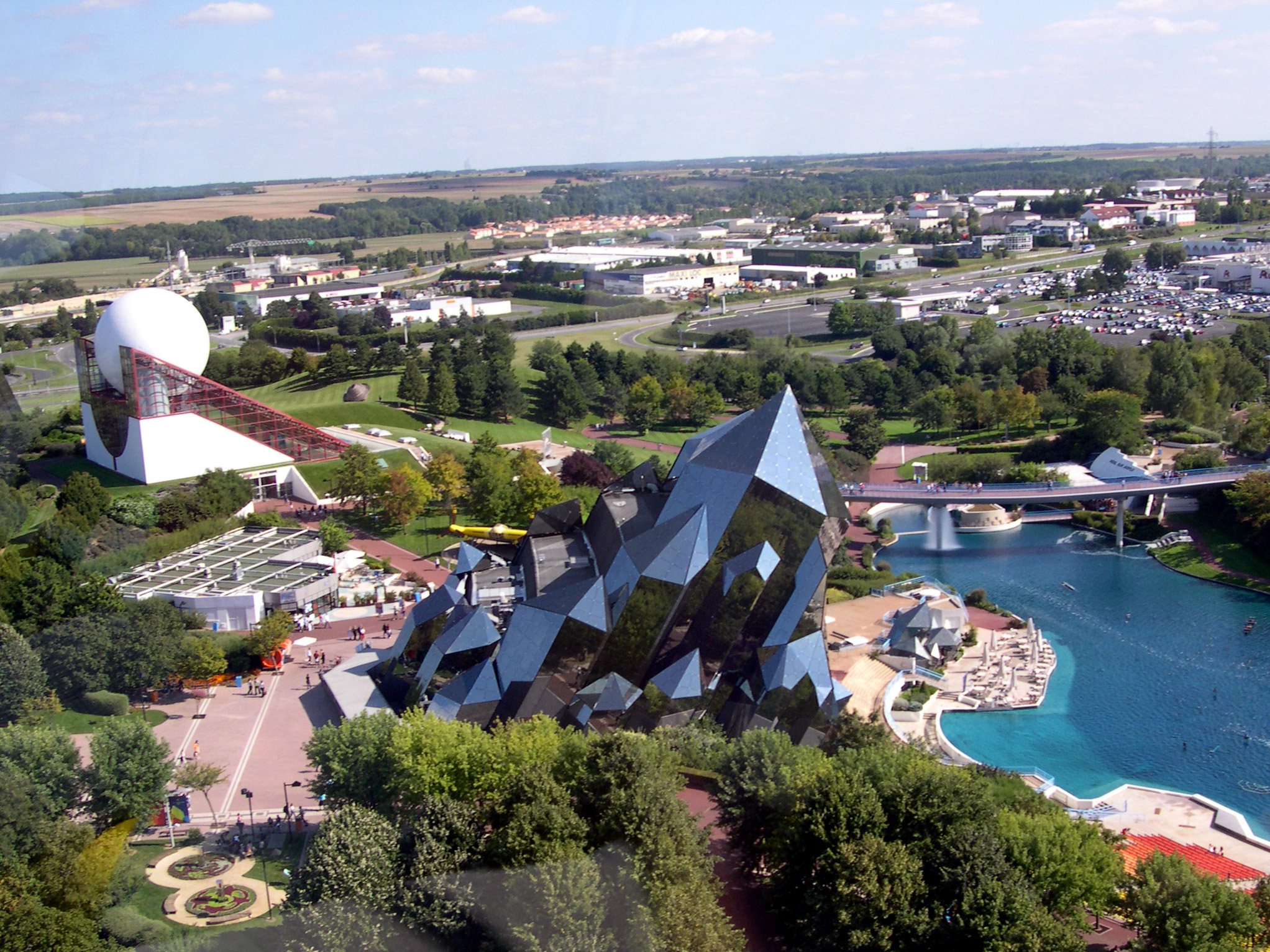
Le Kinémax, vu de la Gyrotour en 2006.

Le Kinémax, également ouvert en 1987, est un bâtiment prenant la forme d'un cristal de quartz géant comme jailli depuis les entrailles de la Terre, symbolisant l'intelligence et la perfection de la nature.
Inclinées à 60 % et pointées sur 35 mètres vers le ciel, 3 000 plaques-miroirs fixées par 5 300 boulons métalliques, soit 4 250 m2 de surface déployée, réfléchissent l'environnement en le déformant dans des directions aléatoires, comme une peinture cubiste. Cette peau miroitante, volontairement non étanche à l'eau de pluie, repose sur une ossature en forme de rosaces en inox, pour un poids d'ossature total de 420 tonnes. Extrêmement complexe géométriquement, la conception des façades du cristal a nécessité plus de 20 000 heures d'études informatiques. Une maquette géante a même été construite pour l'occasion afin de vérifier les calculs sur 3 000 plaques en plexiglas, reproduites chacune à l'échelle. Autre preuve de cette complexité géométrique, les nettoyeurs de vitres de ce pavillon sont des alpinistes professionnels, opération nécessaire tous les deux ans.
Un restaurant appelé le Cristal, situé au pied du Kinémax au bord du lac, reprend la même architecture, mais de dimensions évidemment plus petites.
À l'intérieur du cristal se trouve une salle de cinéma IMAX (cinéma très haute définition) dotée de 480 fauteuils et d'un écran plat géant de 27,2 m × 21,4 m pour une surface de près de 600 m2.
La salle est fermée de novembre 2015 à fin mars 2016 pour des travaux de rénovation énergétique, décoration des parois de la salle, et la disparition du projecteur IMAX argentique au profit d'une nouvelle technologie de projection laser 4K et le remplacement de l'écran de projection. La salle rouvre début avril 2016 avec le nouveau film documentaire La Loi du plus fort.
En été, à la fin du film, deux puissants vérins hydrauliques synchronisés soulèvent l'écran de 18 tonnes pour laisser sortir le public sur le parvis, un escalier très large donnant sur les berges d'un lac artificiel de 7 000 m2.
Attraction actuelle : Dans les Yeux de Thomas Pesquet (2018-…)   25 min (environ)

### Cinéma dynamique 1
Le Cinéma dynamique 1 est ouverte de 1988 à 2012, initialement sous le nom Cinéma Dynamique. Le « no 1 » est rajouté au nom du pavillon à la suite de la création d'une deuxième salle similaire en 1994. Avec 45 places, il s'agissait de la plus petite salle du parc.
Ce pavillon est très discret, et n'offre qu'une façade comme aspect extérieur, puisqu'il est emboîté à un bloc souterrain également constitué de Cyber Avenue (galerie de jeux vidéo) et Imagic (salle de spectacles, ancien palais des congrès). Une partie de la file d'attente du pavillon est vitrée et permet de voir Cyber Avenue ; de même, la sortie de la salle débouche au centre de la galerie de jeux.
La surface blanche, inclinée à 45° environ, est traversée par une bande de vitrages noirs, représentation d'une pellicule cinématographique, courbée pour suggérer le dynamisme.
La salle est un cinéma dynamique. Elle est composée de 5 banquettes dotées chacune de neuf places, qui sont animées individuellement par un groupe de 4 vérins hydrauliques, permettant des déplacements verticaux, transversaux, et des basculements avant-arrière. Le système est inventé par la société américaine Showscan et cette attraction est construite par la société Intamin.
L'écran possède une dimension de 9,5 × 4,3 m (41 m2, format 2,21:1), le film y est projeté numériquement à 48 images par seconde (cadence Showscan).
À partir du 7 février 2009 jusqu'en 2012, le pavillon propose un nouveau film intitulé ÉcoDingo, réalisé en exclusivité pour le parc par le studio Cube Creative.
De novembre 2011 à avril 2012, le Cinéma Dynamique 1 propose une multiprogrammation, à la suite de la fermeture du Cinéma Dynamique 2 pour agrandissements.
L'attraction a définitivement fermé ses portes en décembre 2012. Les vitres de Cyber Avenue donnant sur la file d'attente ont été recouvertes d'un film noir.
Attraction actuelle : pavillon fermé depuis décembre 2012

### Pavillon de la communication

Le pavillon de l'Imaginaire en 2009 (anciennement nommé Pavillon de la Communication)

Le pavillon de la communication est l'un des pavillons du parc, composé de trois parties construites en trois phases :
- Le théâtre bleu (ou Pavillon de la créativité), salle de projection, ouvert dès 1988. C'est la partie la plus à gauche du pavillon, comportant un hall et une salle de projection.
- La salle rouge, seconde salle de projection devenue cinéma 4D, ouverte en 1989. Elle constitue la partie centrale du pavillon.
- Le show laser, près salle du spectacle multi-écrans, dernière partie ouverte en 1990 et comprenant la goutte.

La goutte d'eau, pièce la plus imposante du pavillon, est le symbole-même de la communication : tombée de nulle part, frappant la surface de l'eau, la goutte crée des ondes qui se propagent à l'infini dans des directions aléatoires, représentant la communication. sans onde, pas de support pour l'information, donc pas de communication. Les grandes lignes blanches parallèles, espacées d'un mètre et s'étendant sur toute la longueur du pavillon, semblent refléter ce mouvement dynamique en évoluant dans l'espace telle une portée musicale, l'un des premiers moyens de communiquer développé par l'homme. La goutte blanche et son système de lignes ont été entièrement repeints de septembre à novembre 2006. Elle abrite une gigantesque pré-salle. 
Du projet initial qui comportait plusieurs pavillons (pavillons régionaux, de la santé, agriculture, temps, communication, pavillons internationaux...), le pavillon de la communication est le seul qui a été construit.
Le bâtiment dans son ensemble est rebaptisé pavillon de l'Imaginaire en juillet 2011, à l'occasion de l'ouverture de la salle 4D (Le Petit Prince).

#### Théâtre bleu
Le théâtre bleu est composé de deux salles : à gauche du bâtiment, une salle de projection ouverte au public en 1988, devenu un cinéma 3D, et un hall aménagé en attraction depuis 2005. Initialement appelé Pavillon de la communication, il est ensuite appelé Pavillon de la créativité, tout en affichant le nom de l'attraction qu'il hébergeait. 

##### Showscan (Kinékid)
Le théâtre bleu a eu différents noms. Il est appelé initialement le Showscan (1988-1995), puis le Cinéma Haute Résolution (1996-2001), Kinékid (2002-2014), Studio 16 (2015-2019). Cette salle 3D est à nouveau renommée KinéKid fin 2019 avec une programmation jeune public.
Les films Guillaumet, les ailes du courage (à partir de 2004) et D-Day, Normandie 1944 (à partir de 2015) y étaient projetés en 3D en alternance en période scolaire ; le film Le Petit Prince (anciennement projeté dans la salle 4D voisine) était projeté en 3D pendant les vacances scolaires. Durant l'été 2017, un spectacle avec des drones baptisé Drone Academy est proposé à la place des films. 
Cette salle propose maintenant des projections de films pour jeune public majoritairement en 3D. Elle est actuellement uniquement ouverte en période de vacances scolaires.

##### Les Yeux Grands Fermés
Les Yeux Grands Fermés, un parcours dans l'obscurité, est aménagé en 2005 à la place d'une partie de l'ancien hall d'attente. Il propose un parcours dans le noir pour se mettre à la place des non-voyants, développant les autres sens dans différents environnements.
Attractions actuelles : KinéKid : Drôles d'Oiseaux ; Les Yeux Grands Fermés  20 min 

#### Lasalle rouge
Cette pavillon proposait initialement d'un Spectacle multi-écrans intitulé Les Démons Apprivoisés (1989 - 1990), documentaire sur l'histoire de la communication projeté sur 9 écrans de tailles différentes. L'année après son ouverture, une pré-salle avec un show laser est aménagée et le film change. L'espace est fermé en 1999. De 2004 à 2010, la salle de show laser devient le Moonlight, boîte de nuit interne du parc. La salle de projection était alors inutilisée sauf en de rares occasions (conférences, séminaire, coloc d'entreprise...). 
À partir de juillet 2011, le parc du Futuroscope réaménage ces deux salles. À cette occasion, l'espace est réaménagé avec une présalle sur une thématique subaquatique, ainsi qu'une salle de projection 4D constituée d'un écran géant de 153 m2 et pouvant accueillir 270 spectateurs par séance. Dans cette salle, les visiteurs ne sont pas assis dans des fauteuils comme dans les autres salles du parcs, mais sur des "assis-debout" au niveau du dos. Cela est dû au fait que les rangées sont montées sur des petits vérins simulant des effets de tremblement de sol, de montée et de descente. Cependant, les mouvements ne sont pas comparables aux effets que l'on peut retrouver dans La Vienne dynamique ou Dynamic!. Différents effets sensoriels sont présents dans la salle : lasers, effets de froid, vent, odeurs et eau complété par d'autres effet selon l'attraction.

##### Le Petit Prince 4D 2011-2015
A l'issue de la rénovation de 2011, une nouvelle attraction est présentée dans l'ancien pavillon de la communication : Le Petit Prince tiré de l'œuvre d'Antoine de Saint-Exupéry. 
Le film d'environ 15 minutes a été réalisé par les équipes de Nwave. Le film est également proposé à Isla Mágica et BonbonLand.

##### L'Âge de Glaceau Futuroscope 2015-2022
En 2015, le parc annonce l'arrivée d'une attraction sur le thème de la série de films d'animation à succès L'Âge de glace. Pour l'occasion, le préshow situé dans la salle derrière la goutte est réaménagée. Une noix géante (la nourriture préférée de l'écureuil préhistorique Scrat) est installée et suspendue dans le hall d'entrée, divers décorations évoquant le troisième opus de la saga (L'Âge de glace 3 : Le Temps des dinosaures) sont placés dans le préshow et des vidéoprojections diffusent par intermittence des extraits des films. Un photoshoot sur fond vert est également créé dans la file d'attente, permettant aux visiteurs d'être incrustés dans une scène du film.
La salle est décorée avec des effets de glace combiné à des couleurs majoritairement bleues et blanches, rappelant l'ère glaciaire. En plus des effets sensoriels déjà présents à la suite du Petit Prince 4D, le parc ajoute des effets de neige et des canons à balles en mousse.
Deux films se sont succédé dans cette salle : 
- de décembre 2015 à janvier 2016 L'Âge de Glace : Le temps des Dinosaures - L'expérience 4D" surfant sur la sortie du 3e opus des aventures de Sid, Diego et Manny au cinéma - Durée : 18 minutes environ ;
- de février 2016 à aout 2022 : L'Âge de Glace : Il était une Noix - L'expérience tiré d'un court métrage mettant en vedette l'écureuil Scrat aux prises avec une noix et une machine à voyager dans le temps - Durée : 11 minutes.

##### Étincelle: La Malédiction de l'Opale Noire
En 2023 le parc ouvre Étincelle: La Malédiction de l'Opale Noire, un film original produit par le Futuroscope sur des super-héros français. Il remplace l'attraction l'âge de Glace. Au coeur d'un affrontement en 4D est présenté l'aventure d'Étincelle, justicière de la lumière contre Ténèbre, le plus grand méchant de tous les temps.
 16 min ;

Étincelle: La Malédiction de l'Opale Noire au Futuroscope

Attractions actuelles :  Étincelle: La Malédiction de l'Opale Noire  10 min 

### 360°

Le Cinéma 360 ° est visible au-dessus des gradins (ici en 2009).

Le 360° (initialement Cinéma 360° ou Cinéma Circulaire), ouvert en 1989, est un pavillon cylindrique assez discret, de structure beaucoup plus simple que les autres pavillons du parc. Abritant une salle circulaire, le bâtiment lui-même est, par sa forme en cercle, une allusion à l'attraction contenue. Initialement de couleur blanche, le 360° est repeint en bleu clair en l'an 2000, puis en bleu marine et dégradés de gris en 2008.
Utilisée jusqu'en 2005 comme salle de cinéma, le pavillon 360° comptait neuf écrans de 4,4 × 7,7 m placés tout autour des spectateurs, disposés en un cercle de 21 mètres de diamètre, sur 360 degrés (d'où le nom de la salle), pour une surface totale de 272 m2. Neuf projecteurs automatisés de 250 kilogrammes chacun diffusent chaque angle d'un film (40° chacun, donc) sur l'écran qui lui est diamétralement opposé : chacun possède une armoire contenant une pellicule tournant en boucle continuellement. Neuf haut-parleurs derrière les écrans et un au plafond restituent un son dit « en relief », qui suit l'environnement du film et contribue à l'effet d'enveloppement du spectateur au cœur de l'image.
En 2006, en raison de la saison à thème Les robots font leur show, le 360° est utilisé comme une salle d'exposition pédagogique en accès libre, Le Zoo des Robots, comprenant six maquettes d'animaux-robots manipulables : girafe, mouche, calmar géant, caméléon, sauterelle et chauve-souris.
Le Cinéma 360° a rouvert ses portes en tant que salle de cinéma en 2007, avec le film Couleurs Brésil à l'affiche.
De février 2008 à novembre 2010, la salle abritait un parcours pédestre intitulé La Citadelle du Vertige, où les visiteurs évoluaient à travers des décors signés Moebius, équipés de lunettes hallucinoscope.
De avril 2011 à août 2017, le pavillon accueillait Le 8e Continent, une attraction interactive multijoueurs de type Cinema 5Di créée par Alterface. Le bâtiment est séparé en deux salles de jeu identiques, doté chacune d'un grand écran panoramique concave et de 40 sièges dynamiques avec effets sensoriels. Chaque joueur est équipé d'un pistolet laser permettant de tirer sur des animaux-déchets évoluant sur l'écran, le but du jeu étant de réaliser le meilleur score possible. Sous ses aspects ludiques et ses personnages fantastiques, le scénario du jeu est basé sur une catastrophe écologique réelle, la plaque de déchets du Pacifique nord, surnommée le huitième continent, d'où le nom de l'attraction. La navigatrice Maud Fontenoy est marraine de cette nouvelle attraction. Le 8e Continent ferme ses portes le 27 août 2017.
Le 7 avril 2018, une nouvelle attraction dynamique sur le thème des rallyes WRC, baptisée Sébastien Loeb Racing Xperience, ouvre ses portes. L'attraction est munie de 108 simulateurs dynamiques équipés de sièges baquets, de casques de réalité virtuelle HTC Vive, de capteurs Leap Motion et d'effets sensoriels, pour simuler une course automobile dans la peau du copilote de Sébastien Loeb. Une extension nouvelle de 700 m2 est construite pour accueillir un préshow. Sébastien Loeb Racing Xpérience ferme ses portes le 2 octobre 2023
Attraction actuelle : aucune attraction est actuellement présente dans ce pavillon.

### Théâtre Imagic
La salle aujourd'hui nommée Imagic est créée en 1989. Initialement, il ne s'agissait pas d'une attraction du parc, mais du premier palais des congrès. La salle se trouvait alors à l'époque en bordure du parc, accessible uniquement depuis l'extérieur du site, avec un accès distinct depuis l'avenue Thomas Edison (Téléport 4). Selon les plans de masse de Denis Laming en 1985, cette salle devait être une partie des Galaxies du Futur, un vaste ensemble de bâtiments d'expositions en forme de colimaçon, du côté sud-ouest du parc. Ce projet a par la suite été abandonné, mais seul ce bâtiment a pu voir le jour. Le grand mur courbe en façade sud est un vestige visible de la forme de colimaçon qui était prévue.
Plus tard, du fait des extensions successives du parc dans le courant des années 1990, la salle fut absorbée. Après la construction d'un nouveau palais des Congrès en 1995 sur la Technopole du Futuroscope, plus vaste et à l'écart du parc, la salle est réutilisée à partir de 1998 pour proposer des spectacles de grande illusion aux visiteurs, Imagic, qui a donné son nom du pavillon, le théâtre Imagic.
Le spectacle de grande illusion iMagic y a été proposé de 2012 à 2016, interprété par l'illusionniste Bertran Lotth et réalisé avec Arthur Jugnot, durant toutes les vacances scolaires et les week-ends d'ouverture du parc. iMagic est élu meilleur spectacle magique de l'année 2012-2013 par la Fédération française des artistes prestidigitateurs.
Depuis avril 2017, un nouveau spectacle de magie intitulé IllusiO, un destin magique y est présenté et toujours interprété par Bertran Lotth. Il propose aux jeunes spectateurs d'envoyer leurs plus belle grimage par photo via le site illusio.show accessible par mobile. Les photos apparaissent ensuite sur des écrans disposés dans le hall d’accueil puis sur un grand écran dans la salle avant le début du spectacle. Au cours du spectacle, 12 photos sont sélectionnées et avec l'aide d'un jeune spectateur des premiers rangs, 6 des auteurs sont invités à monter sur scène pour prendre part au tour final du spectacle.
La salle de spectacle, qui comportait 600 places initialement, est agrandie à 750 places à la suite de travaux en 2010 ; elle comporte une scène de 14 mètres de largeur de façade. Le vaste hall d'accueil possédait une thématique sur les illusions d'optique et précédait la salle en offrant une large vue sur le Lac aux Images. Avec le nouveau spectacle IllusiO, un destin magique, le hall arbore une thématique de loges d'artistes avec des écrans diffusant les photos d'enfants prenant part au spectacle.
Prochaine attraction : IllusiO, un destin magique  25 min

### Omnimax
L’Omnimax, ouvert en 1990, ressemble à une météorite tombée du ciel. Elle représente le mariage de l'esprit et de la matière.
Pendant la première année de fonctionnement de l'Omnimax, seule la sphère grise était présente. Le cube de verre ne fut bâti que l'année suivante, en 1991, arborant l'aspect actuel du pavillon, jurant avec les deux principes fondamentaux de l'architecture : l'horizontalité et la verticalité.
À la fois transparente et réfléchissante, c'est une composition entre une sphère et un cube en plaques de verre d'un centimètre d'épaisseur, fixées à une structure métallique par 5 100 boulons, sous laquelle s'est formée un jardin tropical évoluant donc comme dans une serre. L’éclairage naturel modifie la perception du bâtiment, la lumière créant des variations de volumes inattendues, et toutes sortes d’illusions visuelles entre le ciel et son reflet. La nuit, l'éclairage de l'intérieur du bâtiment donne un aspect encore différent, laissant apparaître la structure métallique du cube. À Noël dans les années 1990, l'édifice devenait un cadeau orné d'un ruban lumineux.
À l'intérieur de la sphère grise se trouve une salle de cinéma IMAX à laquelle on accède par une file d'attente partant d'un des sommets du cube jusqu'à la base de la salle sphérique, en se déplaçant entre la sphère et les faces du cube.
Grâce à un objectif « Fish Eye » (« œil de poisson » littéralement), les images sont projetées sur un dôme de 900 m2 et de 27 m de diamètre. L'image est étendue sur grand angle ouvert à 172° à l'horizontale et 140° à la verticale.
De ce fait, la cabine de projection se situe sous les 362 fauteuils, au centre des gradins (la pente de la salle étant de 25°). Pour ne pas perdre de luminosité sur un angle aussi large, on utilise une lampe au xénon de 15 000 watts. De plus, pour éviter les réflexions d'images, l'écran est constitué de 445 plaques en trapèze, grisées, en métal, mais également percées de millions de trous pour éviter les phénomènes d'écho.
Fermé dès la fin de la saison 2012, l'Omnimax est rouvert exceptionnellement les jours de grandes affluences durant la saison 2014, projetant le film Everest. À la suite de la fermeture définitive du pavillon Imax 3D en novembre 2014, l'Omnimax rouvre ses portes à temps complet avec le transfert du film Mission Hubble.
Attraction actuelle : Le monde de l'invisible (2016-2018 /2020-...)

### Le CinéAutomate
Le CinéAutomate était une petite salle interactive, ouverte en 1991. Initialement, elle proposait une projection où les spectateurs votaient pour choisir la suite de l'histoire. Ils utilisaient pour cela deux boutons présents sur les sièges. En régie, un automate chargeait la séquence correspondant à la majorité des votes avant de la diffuser.
En 1997, l'attraction a été remplacée par un le Ciné-jeu, où la moitié de la salle affronte l'autre moitié dans des jeux projetés sur les deux écrans de cinéma. Pour cela, chaque spectateur était muni de plaquettes bicolores et la couleur montrée était détecté pour faire bouger les personnages plus ou moins rapidement à l'écran.
En 2001, l'attraction change une dernière fois et devient Métropole défis, les plaquettes sont remplacées par deux bâtons colorés par spectateur (rouge et vert). Les deux moitiés de la salle s'affrontent alors sur quatre mini-jeux.
Depuis 2002, la salle est désaffectée et devrait être réutilisée à l'ouverture de l'attraction Missions Bermudes.

### Tapis magique

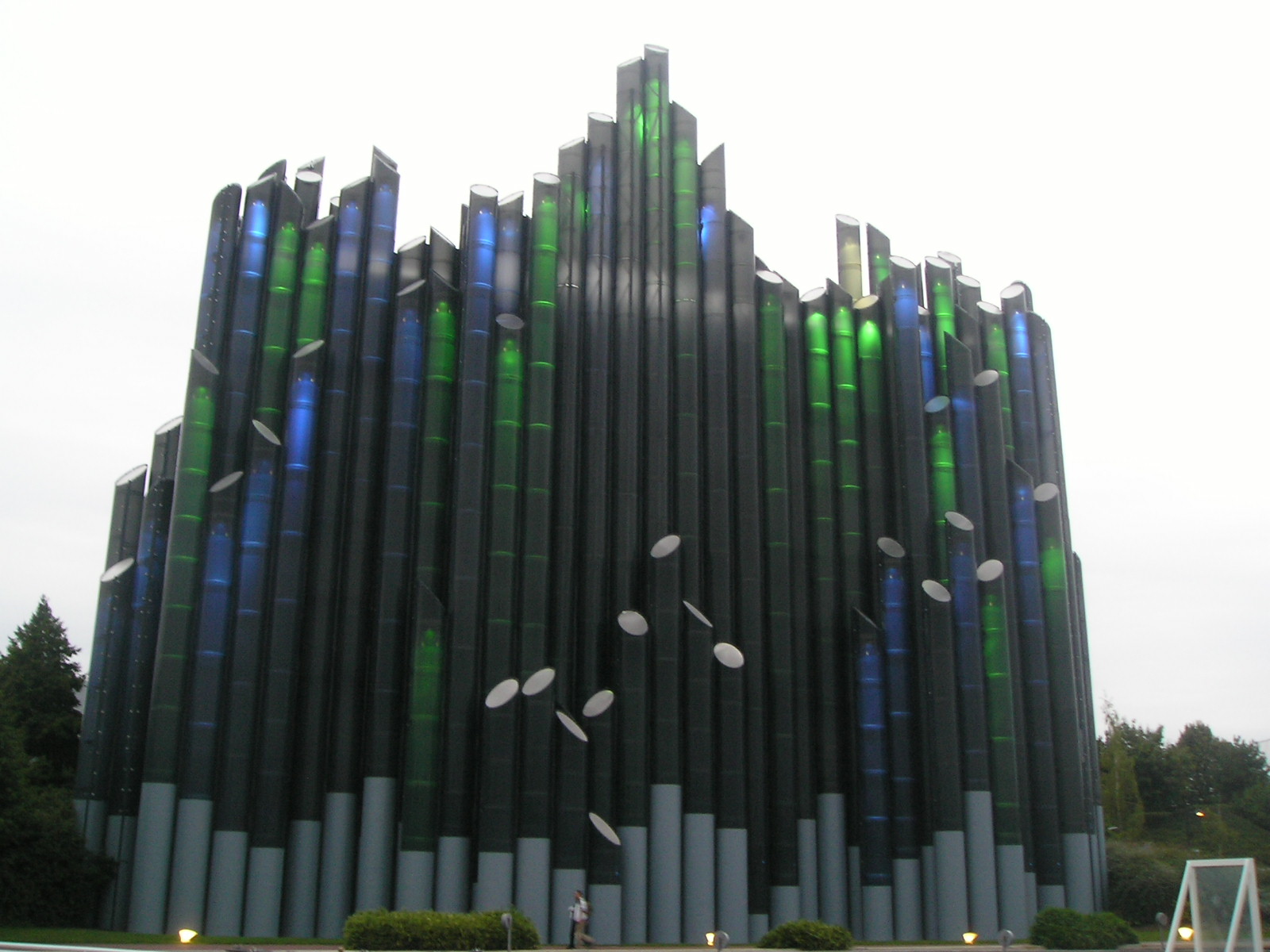
Le Tapis Magique en 2007, le soir (tubes allumés)

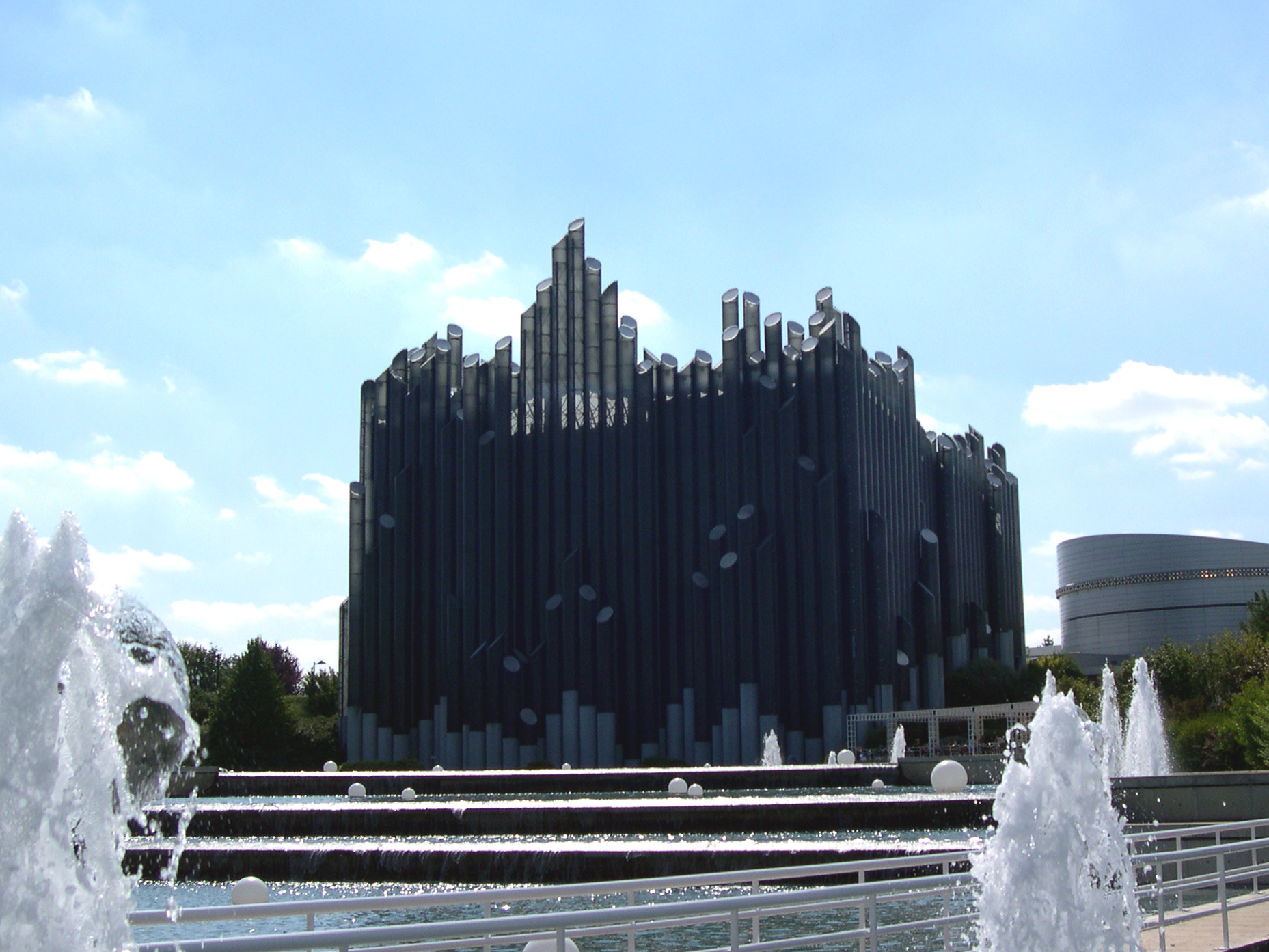
Le Tapis Magique en 2006, le jour (tubes éteints)

Le Tapis Magique, ouvert en 1992, ressemble à un orgue imaginaire, un bouquet de fibres optiques qui joue une symphonie toujours renouvelée, translucide ou réfléchissante, symbole de la communication.
Le bâtiment a nécessité cinq kilomètres de tubes répartis en 217 tuyaux de deux à 35 mètres de haut et de 116 cm de diamètre. La nuit, 34 projecteurs suspendus dans la partie haute des tubes permettent des effets de lumière verte et bleue. Des lampes, d'une durée de 6 000 heures, diffusent une lumière blanche ; ce sont des filtres de verre qui colorent les tubes. La hauteur totale du bâtiment atteint 60 mètres, dont 20 mètres sous terre.
L'édifice comprend une salle de cinéma très grand format (Imax) à deux écrans plats géants, la seule salle double Imax du monde. Il est constitué de deux espaces superposés, séparés par un plancher de verre.
Dans la partie supérieure, 250 fauteuils font face à un écran de 32 × 21 m, soit 672 m2. Dans la partie inférieure, un second écran de 34 × 22 m, soit 748 m2, incliné à 45°, s'étend à 25 mètres sous les pieds des spectateurs.
Deux films sont projetés simultanément par deux régies équipées du procédé Imax : une régie haute et une régie basse, entre lesquelles se situe le hall d'entrée du bâtiment. Depuis cette salle d'attente, on peut observer la pellicule du film défiler verticalement, d'une régie à l'autre, à travers un grand tube cylindrique translucide.
Dans la salle, l'action se déroule donc aussi bien devant le spectateur que sous ses pieds, lui donnant ainsi l'impression de « flotter » dans l'image, ce qui donne au Tapis Magique un procédé de double projection envoûtant unique au monde.
L'attraction en Double Imax a fermé ses portes le 30 novembre 2014.
Inspirée de Soarin' Over California des parcs Disney, une nouvelle attraction majeure nommée L'Extraordinaire Voyage est construite et inaugurée le 10 décembre 2016. Une plateforme dynamique de 84 places s'élève à près de 90° dans un écran torique de 600 m2, simulant un tour du monde inspiré de celui de Jules Verne, les pieds dans le vide avec des effets sensoriels.
Attraction actuelle : L'Extraordinaire Voyage  10 min

### Solido

Le Solido en 2009.

Le Solido est en fonction de 1993 à 2017.
La base dégagée de cet édifice donne une silhouette libre à une sphère de 33 mètres de diamètre, partagée symétriquement par une longue crête noire. De 1999 à 2006, un gigantesque logo du film diffusé était affiché sur la partie droite de la sphère (T-Rex : Retour au Crétacé de 1999 à 2002 ; Space Station 3D de 2003 à 2006). Cet affichage n'existe plus depuis l'arrivée du film Sous les Mers du Monde 3D en 2007.
La sphère du Solido abrite un écran hémisphérique de 27 mètres de diamètre qui occupe la moitié de la surface intérieure, l'autre moitié étant réservée aux 315 fauteuils des gradins, la pente de la salle étant de 25° par rapport à l'horizontale.
Le Solido proposait à cette époque le nec plus ultra de la technologie cinématographique, conjuguant la technologie de l'Omnimax (procédé IMAX Dome), et la double projection 3D. C'est d'ailleurs la seule salle au monde à présenter cette technologie au public depuis les premières expérimentations présentées à l'Exposition horticole de 1990 d'Osaka, puis à l'Exposition universelle de 1992 de Séville. 
Un film est projeté à 18 mètres sur un écran hémisphérique de 900 m2. Un effet de relief est restitué par des lunettes à cristaux liquides synchronisées au film par infrarouge : la projection alterne deux images, une pour chaque œil, rendant une impression de relief au cerveau due à la persistance rétinienne. La technologie du Solido nécessite deux ampoules au xénon de 15 000 watts chacune, soit une puissance totale de 30 000 watts.
Le Futuroscope a décidé la fermeture du Solido en raison du vieillissement du procédé et du bâtiment, et de la réalisation d'un futur projet d'attraction à cet emplacement. Le pavillon ferme définitivement ses portes le 3 septembre 2017 puis est démoli de fin novembre 2017 au 8 décembre 2017, laissant place à la nouvelle attraction Objectif Mars, premier parcours de montagnes russes du parc ouvert en 2020.
Attraction actuelle : pavillon démoli depuis décembre 2017

### Le pavillon de la Vienne

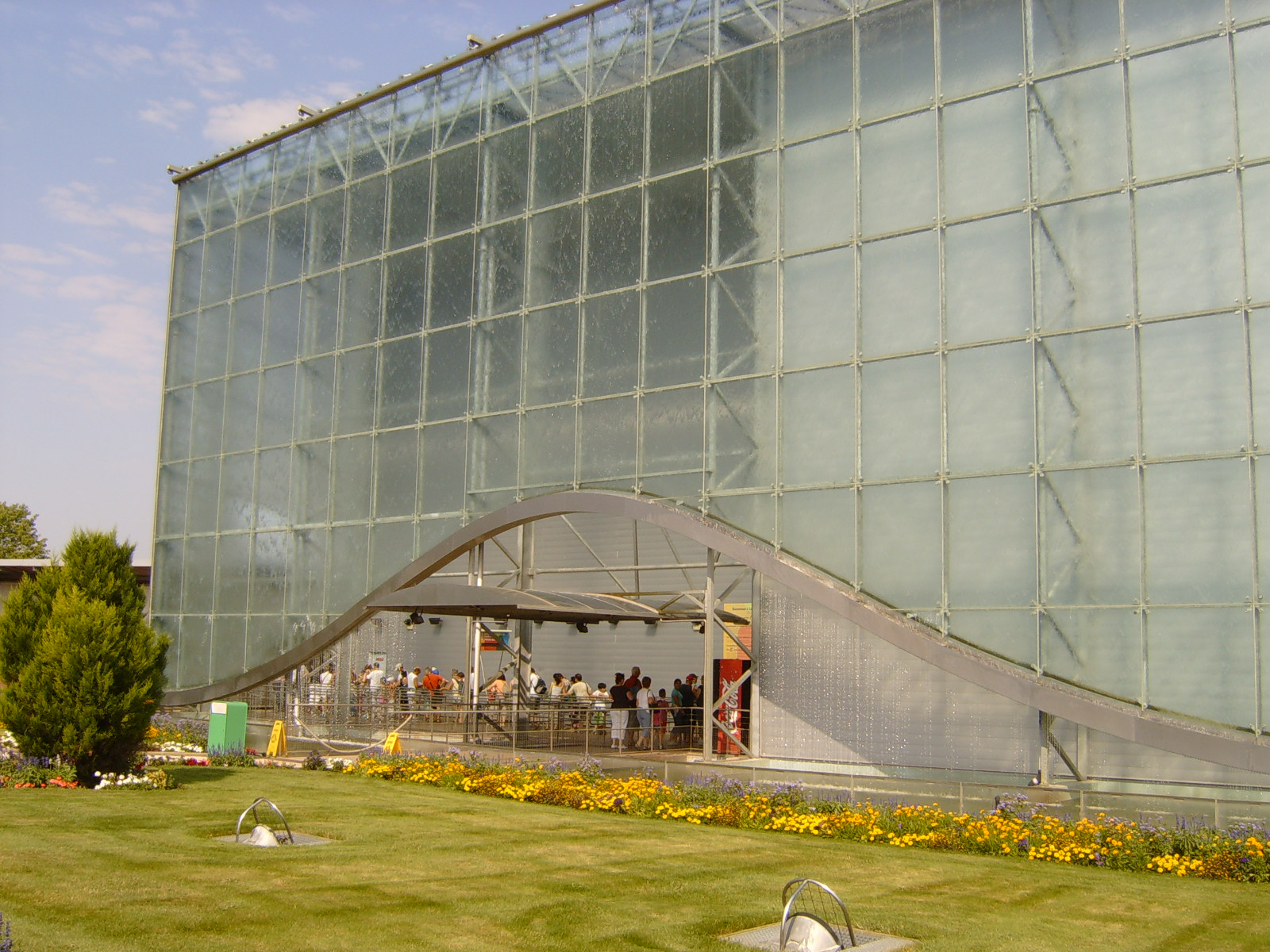
Le pavillon de la Vienne en 2006.

Le pavillon de la Vienne, qui porte le nom de la rivière éponyme qui donne son nom au département de la Vienne, est inauguré en 1994.
L'eau, l'élément symbole des rivières, est donc utilisée ici comme un élément architectural à part entière. C'est en effet de l'eau qui constitue la matière même de la façade.
Le pavillon de la Vienne est composé de deux salles :
- La première salle, une pré-salle de 192 places, présente depuis 2010 un dispositif audiovisuel. Ce spectacle est composé d'un écran géant, d'un rideau d'eau capable de reproduire des formes et des mots grâce à un réseau d'électrovannes et d'effets lasers. Un film promotionnel sur la Vienne y est diffusé.

- La deuxième salle, la salle principale du bâtiment, présente un film dynamique, La Vienne Dynamique. Le film est projeté en 70 mm vertical, sur un écran géant de 315 m2. Les visiteurs sont installés par groupe de deux sur 96 plateformes à vérins hydrauliques.

Attraction actuelle : La Vienne Dynamique   21 min (depuis 1994)
 Attraction dynamique : Non accessible aux personnes handicapées et aux enfants de moins d'1,05 m.

### Cinéma dynamique 2
Le Cinéma dynamique 2 ouvre ses portes en 1994, à la suite du succès rencontré par le premier Cinéma Dynamique.
Ce pavillon est l'un des plus discrets du parc, il n'est reconnaissable qu'à sa façade métallique, parsemée de gyrophares bleus, abritant une vaste file d'attente couverte, sur le thème des véhicules de science-fiction depuis 2012. Le reste du bâtiment (embarquement, salle et régie) est semi enterré et recouvert de végétation, il est donc peu visible depuis les autres allées.
Il a hébergé les attractions Le Meilleur du Dynamique (2004 - 2011) puis Le Festival du Dynamique (2011 - 2015), sous forme d'un cinéma dynamique en multiprogrammation. Il s’agissait d'une sélection de petits films dynamiques anciennement diffusés sur le parc.
Chacun de ces différents films durait moins de 5 minutes, et le film diffusé changeait plusieurs fois dans la journée, ce qui incitait les visiteurs à revenir dans la journée. Quand le temps d'attente était nul (notamment en fin de journée), les spectateurs pouvaient s'accorder sur le choix du film avec l'hôtesse en salle, voire assister à deux films différents en restant en salle.
L'attraction est renommée Dynamic ! en 2015 à la suite de la fermeture définitive du Dynamique 1 en 2012, elle comporte alors 3 films en alternance (Ecodingo, L'attaque des Drones et Virus Attack).
L'attraction est marquée comme la salle la plus dynamique du parc (hormis Danse avec les Robots qui n'est pas un cinéma dynamique). Elle est composée de 15 simulateurs de 4 places chacun (soit une capacité de 60 spectateurs par séance), disposés en 5 rangées de 3 simulateurs. Chaque simulateur est animé par un groupe de 6 vérins hydrauliques (tout comme à La Vienne Dynamique), ce qui permet beaucoup de mouvements possibles de translations et de rotations sur les trois axes x, y et z. Les mouvements étant assez secs, les personnes les plus fragiles doivent être placés de préférence sur les deux sièges du milieu, bougeant le moins sur les rotations.
De 1994 jusqu'aux travaux de rénovation en 2004, la salle était composée de rangées de sièges type « banquette », comme au Dynamique 1.
Depuis avril 2012, l'ajout d'une nouvelle rangée de 3 simulateurs de 4 places permet d'augmenter la capacité de la salle de 25 %. La file d'attente et la salle d'embarquement ont été réaménagées sur le thème des véhicules volants de science-fiction, thème commun aux films les plus récemment diffusés (Écodingo, Coup de foudre à Pizza Hill, L’Attaque des Drones, Virus Attack).
Les films sont diffusés par un projecteur numérique offrant la cadence Showscan, c'est-à-dire une cadence de 48 images par seconde, 2 fois plus rapide que dans les cinémas conventionnels. Cette cadence donne aux films des images très nettes même en mouvement, ce qui accroit les sensations d'action. L'écran a une surface de 41 m2 de format 2.21:1. La projection est passée en trois dimensions en juillet 2014.
Depuis quelque temps, seul le film ÉcoDingo est diffusé mais certains tests avec d'autre films sont réalisés à de rares occasions, notamment avec l'ancien film de Sébastien Loeb Racing Xpérience.
Attraction actuelle : Dynamic ! (film ÉcoDingo)  5 min  Attraction dynamique : Non accessible aux personnes handicapées et aux enfants de moins d'1,20 m.

### Le planétarium / Chocs Cosmiques (ex-Aquascope)

Le cylindre central de l'Aquascope en 2006

Le planétarium du Futuroscope dénommé à l'origine Aquascope ouvre en 1994. Initialement en forme cylindrique de couleur blanche, l'Aquascope était une salle présentant un film-jeu interactif sur le thème de l'eau, Voyage au Fil de l'Eau. 268 personnes assisses par groupe de deux, disposant d'un écran de télévision associé à une console de jeu (CD-i), répondaient à plusieurs questions sur l'eau posées par deux acteurs (Albert et Lucien) projetés dans un film, sur un large triple écran de projection en front de salle, de 8 × 31 mètres. Les « spect'acteurs » qui répondaient brillamment à toutes les questions gagnaient à l'issue de la séance des entrées gratuites au Futuroscope.
Mais le bâtiment de l'Aquascope est complètement refondu en 2002 pour accueillir une nouvelle attraction, Destination Cosmos. Le pavillon, qui a perdu son nom d'origine, s'est agrandi en deux grands bras : à l'entrée, une salle de préshow de 500 m2, agencée en une salle d'exposition présentant le système solaire et l'histoire de l'astronomie (espace reconçu en 2014 en partenariat avec le CNES) ; et près de la sortie, une boutique à thème. La salle principale, de type planétarium, comprend un écran en dôme de 21 mètres de diamètre équipé de sept vidéoprojecteurs, le plus grand de France après celui de la Cité des sciences et de l'industrie de Paris. La capacité de la salle étant de 483 spectateurs. Depuis 2009, cette salle présente un nouveau film, toujours sur l'espace et projeté sur l'écran hémisphérique, intitulé Chocs Cosmiques et narré par Lorànt Deutsch.
Le pavillon a donc été remodelé comme une galaxie. Vu depuis l'extérieur, le cylindre central (le bulbe de la galaxie visible sur la photo), couvert d'un gris métallique, comporte une rampe lumineuse diffusant des messages de bienvenue en morse à tous les habitants de l'Univers.
Attraction actuelle : Chocs Cosmiques   23 min (depuis 2009)

### Images Studio

Le pavillon Images Studio en 2009.

Le pavillon Images Studio en 2009.

Le pavillon Images Studio est inauguré en 1995 pour le centenaire du cinéma.
L'édifice apparaît comme un gigantesque jeu de cubes empilés en un invraisemblable porte-à-faux. Une immense fissure ouvre en deux parties égales le faux cube, en dessinant un double escalier.
D'une surface totale de 3 900 m2, le bâtiment ne laisse deviner qu’un tiers de son contenu. Le bâtiment se présente donc comme un iceberg dont la partie cachée est soit enterrée, soit dissimulée derrière un rideau d’arbres. La clarté éblouissante contraste radicalement avec la pénombre intérieure dans laquelle le visiteur se trouve plongé en descendant l'immense escalier central.
Cette blancheur des façades est alors obtenue grâce à un matériau original, un verre spécial, dit verre extra-blanc, dont la composition chimique est modifiée pour lui retirer tout reflet verdâtre ou grisâtre. Ces plaques sont par ailleurs doublées, sur leur face interne, d’un émail blanc.
Images Studio, était une visite guidée dans les coulisses du septième art sous forme de dark ride. La version originale de l'attraction (nommée Images Studio, de 1995 à 2004) était présentée par Pierre Tchernia qui apparaissait à l'image tout au long du parcours. Chaque groupe de deux à trois visiteurs embarquait dans des nacelles (38 au total) qui les transportaient de plateau en plateau, arrimées à un système de crémaillères à la vitesse de 0,195 à 0,39 mètre par seconde. Tout au long du parcours dans les studios, 41 vidéoprojecteurs présentaient en boucle différentes étapes de la création d'un film. Après être filmés en incrustation sur quatre exercices successifs d'un casting, Après 163 mètres et dix minutes de visite à travers 1 600 m2 de plateaux répartis en trois niveaux, les visiteurs sortaient en quittant les nacelles, qui continuent leur parcours en circuit fermé.
L'attraction est modifiée en 2005, sous le nom Star du Futur !, avec l'ajout d'un « casting », un système de vidéo-capture en première partie de l'attraction (exercices joués par les visiteurs eux-mêmes et enregistrés en vidéo), juste avant l'embarquement des nacelles. Durant le parcours, les séquences filmées de Pierre Tchernia ont été remplacées par de nouvelles séquences vidéo avec deux personnages principaux (« Jean-Fred », directeur de casting, et « Benoît Quignon », visiteur lambda) tout au long du parcours, et l'apparition ponctuelle de Mathilde Seigner et du duo Omar et Fred. La scène finale de l'attraction était une fausse bande-annonce d'un film fictif (Sauveurs du futur) avec l'incrustation vidéo des séquences jouées par les visiteurs eux-mêmes en première partie de l'attraction. La sortie de l'attraction comprenait une boutique et un point de vente de photocapture prise durant le parcours.
L'attraction a fermé ses portes le 3 janvier 2010 puis a été entièrement démontée les années suivantes.
Le rez-de-chaussée du bâtiment a rouvert en juillet 2015 avec l'aménagement d'un nouvel espace en accès libre : Futur L'Expo, un « showroom du futur », où sont présentées diverses innovations technologiques dans le domaine de la domotique et des objets connectés à travers des expériences interactives, un espace « Bar'Lab » (cuisine moléculaire) et une boutique Lick.
Après 4 ans d'occupation du RDC d'Images Studio, Futur l'Expo ferme définitivement le 1er septembre 2019.
Des travaux aussitôt réalisés dans le pavillon en vue d'accueillir la nouveauté 2022, à commencer par une démolition d'une partie de l'arrière du bâtiment.
En juillet 2020 le nom de la nouvelle attraction est dévoilée : Chasseurs de tornades.
Attraction actuelle : Chasseurs de tornades, ouverture en juillet 2022

### Imax3D
L’Imax 3D ouvre en 1996.

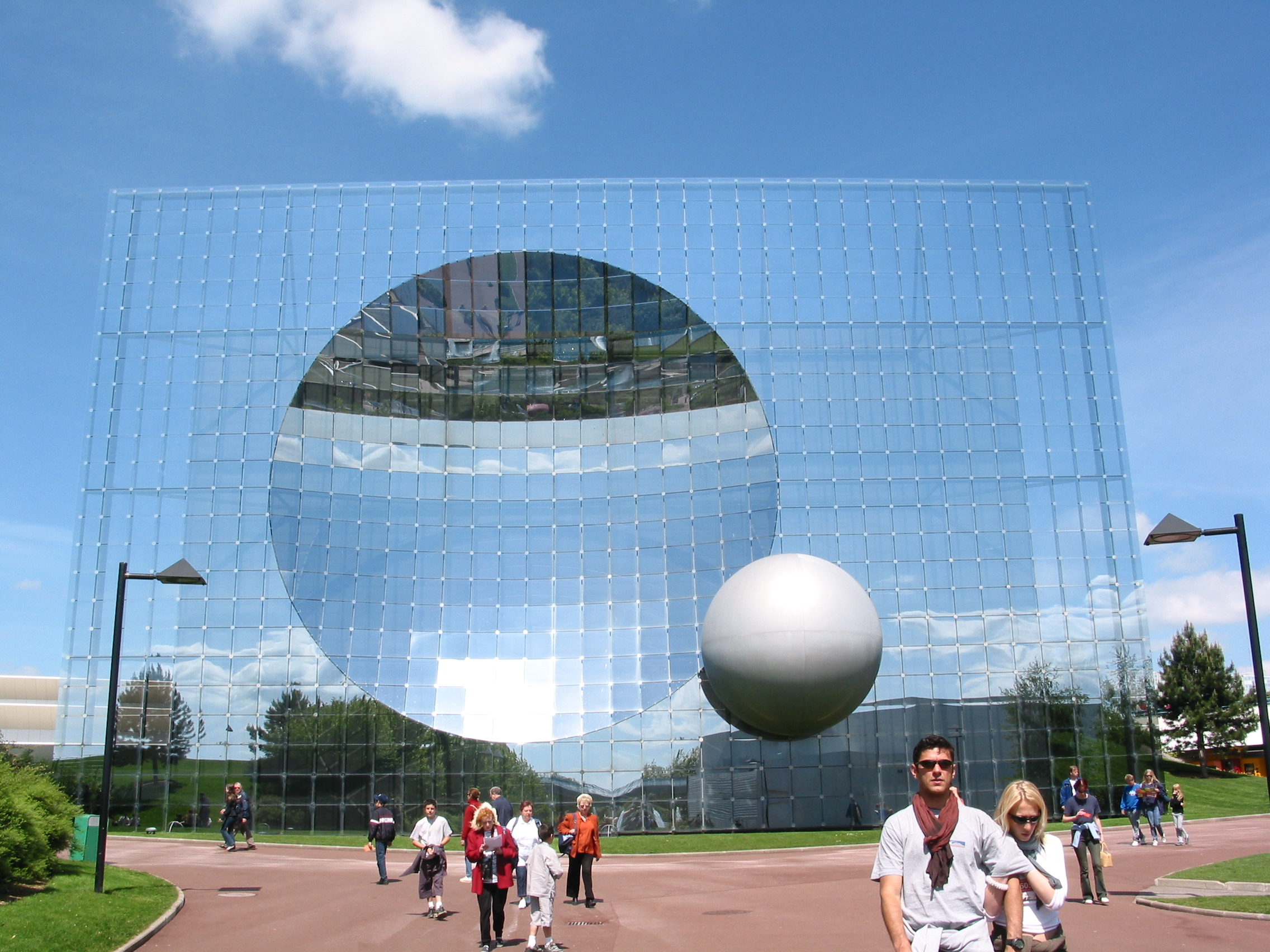
L'Imax 3D

Le bâtiment est reconnaissable à sa façade-écran, évocation agrandie de l’écran lui-même. Des panneaux de verre semi-réfléchissants, également très employés sur d'autres pavillons, créent une surface sur laquelle se projettent les mouvements de la foule. L’immense concavité circulaire déforme la surface plane de la façade, elle dessine un relief creux où le monde s’inverse, allusion aux mécanismes optiques d'un appareil photographique, de systèmes de projection ou d'une lunette astronomique. En bas à droite de la lentille optique, une sphère grise de six mètres de diamètre semble être en apesanteur.
Le bâtiment, comme son nom l'indique, est à l'origine une salle Imax projetant des films en relief sur un écran plat de 540 m2. Des lunettes polarisantes restituent l'impression de relief aux yeux des 560 spectateurs.
Le pavillon dans sa fonction de salle de projection ferme ses portes en novembre 2014. Dès le 11 avril 2015, la salle de projection est reconvertie en une salle de spectacle vivant : Les Mystères du Kube où trois comédiens-danseurs évoluent au cœur d'une scène-écran mélangeant mapping vidéo, danse et performances circassiennes. La dernière représentation a lieu le 29 octobre 2020, veille du second confinement, le spectacle n'étant pas reconduit les saisons suivantes.
En 2023, un nouveau spectacle Eclipse est annoncé pour 2024. Un danseur interagira avec un bras robot dans un show aux effets époustouflants 
Attraction actuelle : Éclipse, robotic show, ouverture le 10 février 2024.

### Imax 3D dynamique

L'Imax 3D dynamique en 2013

L’Imax 3D Dynamique est inauguré en avril 2000.
L'édifice possède la forme d'un hypercube de 35 mètres de hauteur, représentation géométrique d’une quatrième dimension physique, évocation imaginaire de l'existence d'univers parallèles, du voyage dans le temps et l'espace. Cet hypercube aux vitrages translucides contient un cylindre de 32 mètres de diamètre, opaque, aux dégradés de bleu, évoquant la beauté de l'art. La nuit, un effet de lumière dynamique donne au cylindre l'impression qu'il tourne autour d'un axe vertical.
Le procédé de l'Imax 3D Dynamique est unique au monde puisqu'il combine les meilleures technologies cinématographiques actuelles. En effet, le film est simultanément projeté en Imax sur un écran hémisphérique de 900 m2, restitué en trois dimensions par des lunettes à cristaux liquides synchronisées au film par infrarouge, et animé sur quatre plateformes dynamiques de 25 places, chacune par trois gros vérins hydrauliques.
L'Imax 3D Dynamique est fermé au public en 2009 pour travaux : le pavillon a rouvert ses portes en décembre 2009 avec Arthur, l'Aventure 4D, une adaptation dynamique d'Arthur les Minimoys de Luc Besson. L'attraction s'équipe d'effets sensoriels, devenant alors un cinéma dynamique 4D. La file d'attente est raccourcie par l'installation de deux ascenseurs panoramiques en façade du bâtiment et enrichie de décors créés par la société néerlandaise Joravision reconstituant l'univers des Minimoys.
Attraction actuelle : Arthur, l'Aventure 4D  5 min  Attraction dynamique : Non accessible aux enfants de moins d'1,05 m.

### Pavillon des robots

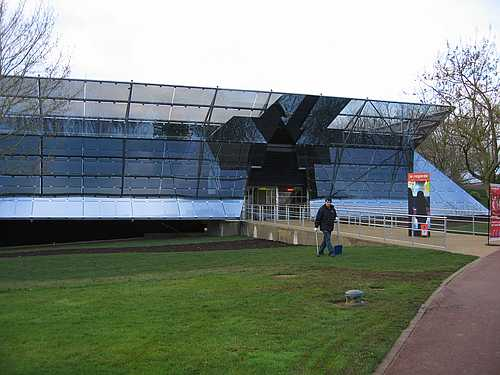
L'entrée du pavillon des Robots en 2006

Ouvert le 5 avril 2006, le pavillon des Robots est un pavillon assez discret par sa faible hauteur, la végétation environnante le masquant dans la pénombre, ainsi que son emplacement entre l'Omnimax et l'Imax 3D dynamique, deux autres pavillons assez massifs par leur structure cubique très imposante. C’est un objet mystérieux et changeant, posé sur un tapis de végétation. D'une forme de vaisseau spatial ou d'enclume rectangulaire de 2 000 m2, la peau de ce pavillon est constituée de vitrages inclinés semi-réfléchissants, donc semi-transparents à l’ombre ou à la tombée de la nuit. Ce nouveau pavillon est bâti sur l'emplacement de l'ancien pavillon de la Terre et de l'Eau, qui abritait un cinéma en relief ouvert de 1988 à 2004, et démoli en 2005.
Le pavillon des Robots abrite depuis avril 2006 Danse avec les Robots, une attraction d'un registre peu commun à l'habitude du Futuroscope, une attraction dansante mettant en scène dix gigantesques bras robotisés du constructeur Kuka, dans une salle de bal moderne de 1 265 m2,.
En mars 2023 changement de 5 des 10 robots pour passer de 2 à 3 places par robots, l'attraction passe aussi de 3 niveaux (niveaux 1, 2 ou 3) à 2 (niveau débutant ou expert). Les 5 autres robots sont changés pour janvier 2024.
Attraction actuelle : Danse avec les Robots by Martin Solveig  1 minute 30 secondes  Attraction dynamique : Non accessible aux personnes handicapées et aux personnes de moins d'1,20 m et de plus d'1,95 m.

### Pavillon du Futur/La Machine à voyager dans le temps

Le pavillon en 2008

Ce pavillon, ouvert le 5 avril 2008, ne possède pas de véritable nom officiel. Abritant l'attraction Les Animaux du Futur de 2008 à 2012, il se présente comme une arche de Noé futuriste. Sa forme fluide, ses courbes en ellipse dessinent un ovale géométrique et élancé, un belvédère surplombant l'entrée sur lequel des images d'animaux du futur étaient dessinées. Construit entre le pavillon de la Vienne et les Jardins d’Europe, dont les lignes droites contrastent avec ses grandes courbes.
L'attraction Les Animaux du Futur était un parcours scénique interactif. À travers quatre scènes différentes, les visiteurs visualisaient des animaux virtuels et interagissaient avec eux grâce à la technologie de la réalité augmentée.
À la suite de son insuccès, cette attraction a définitivement fermé ses portes le 30 septembre 2012, afin de laisser la place à une autre attraction dans le même bâtiment, La Machine à voyager dans le temps, un parcours interactif avec les Lapins Crétins réalisé en partenariat avec Ubisoft, ouverte en décembre 2013.
La file d'attente consiste en un « musée crétin » avec une salle des tableaux (27 peintures célèbres parodiées), une photocapture, et un cabinet de curiosités avec de nombreux objets insolites et des références à d'autres univers (Iron Man, Bugs Bunny, Puy du Fou…).
Le parcours est un voyage humoristique à travers différentes époques de l'humanité visitées par les Lapins Crétins à l'aide d'une machine à laver le temps équipée d'un cadran temporel en clin d'œil à Retour vers le futur. L'embarquement dans le parcours se fait dans un décor de toilettes publiques, les visiteurs prennent place dans des véhicules de quinze places équipés d'effets sensoriels, se déplaçant d'une scène à l'autre dans un parcours mis en scène ayant la même structure que l'attraction Les Animaux du Futur. Les système de transport est réalisé par le constructeur ETF Ride Systems. Chaque scène comporte un décor reconstitué avec des éléments mobiles ou sensoriels, et un écran en toile de fond avec une animation 3D se fondant dans le décor. Les visiteurs évoluent successivement à l'époque de la découverte du feu par l'homme préhistorique, des premiers jeux olympiques de la Grèce antique, des indiens d'Amérique, et une scène finale de « détraquage » de la machine à travers différentes époques successives (construction de la Tour de Pise, naufrage du Titanic, premiers pas de l'homme sur la Lune…). La scénographie et les décors sont signés par la société JoraVision. Le passage de scène en scène (d'époque en époque) s'effectue dans un effet de vortex spatio-temporel. Le débarquement se fait dans des toilettes publiques complètement détruites à la suite de l'explosion de la machine à laver le temps. La sortie de l'attraction se fait par un « sas de décrétinisation » et une boutique à thème.
Attraction actuelle : La Machine à voyager dans le temps  10 min.

### Gyrotour

La Gyrotour en 2006.

Ouverte en 1990, la Gyrotour est une tour panoramique ascensionnelle d'Intamin culminant à 45 mètres de hauteur.
 5 min.

### Théâtre alphanumérique
Le théâtre alphanumérique est un étang artificiel d'une superficie de 7 000 m2 créé en 1988 au pied du Kinémax. Il fait face à des gradins d'une capacité de 5000 à 6000 places répartis en 5 travées. Une partie du lac forme une scène lacustre sur laquelle se déroulent les spectacles aquatiques nocturnes, proposés chaque soir d'ouverture du parc.
L'actuel spectacle se nomme La Clé des songes, en représentation depuis le 26 juin 2021.
Les dispositifs techniques ont évolué avec les renouvellements des spectacles : fontaines, vidéoprojecteurs sur images écrans d'eau de 15 m de diamètre, sources lasers, effets pyrotechniques, vidéo-mapping, entre autres.
Spectacle actuel : La Clé des songes   20 min (environ)

## À l'extérieur du parc

### Gare du Futuroscope

Vue extérieure de la gare en 2007

Même si ce n'est pas vraiment un pavillon du parc, la gare TGV du Futuroscope, ouverte en l'an 2000, entre également dans l'esprit architectural du parc.

### Arena Futuroscope

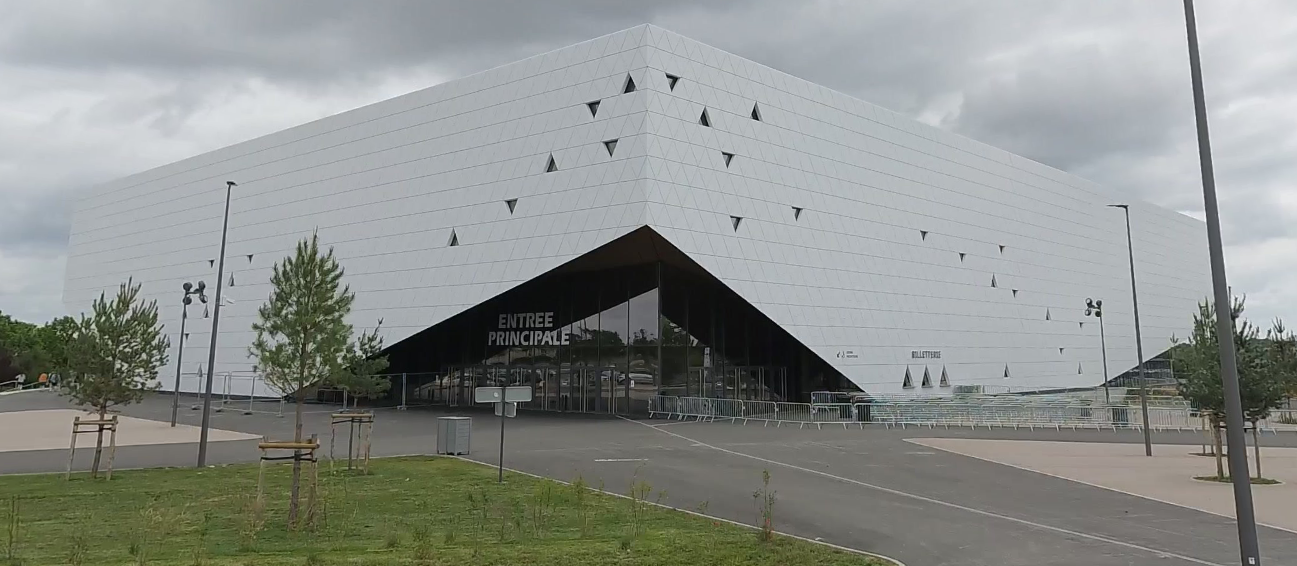
L'Arena Futuroscope.

L’Arena Futuroscope est une grande salle multifonctions de sport et de spectacles initiée par le conseil départemental de la Vienne, d’une capacité de 6 000 places, inaugurée le 7 avril 2022. Elle est implantée au centre des parkings du Futuroscope, entre l’entrée principale du parc et le Palais des congrès. 
Conçu par l’agence d’architecture Patriarche, l'édifice a la forme d'un monolithe blanc bardé de 3900 triangles métalliques, et dont les façades se soulèvent dans les angles du bâtiment pour dévoiler différents accès vitrés. La toiture est recouverte de 7000 m² de panneaux photovoltaïques.

### Sources
- O. Perrard – L’architecture au Futuroscope (Hachette / Les éditions du Futuroscope, 1995)
- H. Cormier – La technique au Futuroscope (Hachette / Les éditions du Futuroscope, 1996)
- Direction du Développement et AFP (Parc du Futuroscope) / Denis Laming, 2006